# 古堅純子
古堅 純子（ふるかた じゅんこ）は、日本の「幸せ住空間セラピスト」、整理収納アドバイザー、専門家タレントである。

## 人物・経歴
1998年に家事代行サービス会社・ミニメイドサービス株式会社に入社した。その後、掃除だけではキレイにならない事に気づき、2006年にハウスキーピング協会認定整理収納アドバイザー1級を取得した。
2000軒以上のを訪問、サービスを重ね、整理収納＆掃除を通して古堅式「幸せ住空間メソッド」を確立した。テレビ・雑誌・ラジオ等でも活動を行う。

## 著書
- 『なぜかワクワクする片づけの新常識』（朝日新聞出版、2020年06月）
- 『定年前にはじめる生前整理　人生後半が変わる４ステップ』（講談社、2017年7月）
- 『マンガで古堅式！夢をかなえる片づけのルーティン』（G.B.、2017年1月）
- 『古堅式!捨て方減らし方ワークブック : これであなたもスッキリ迷わず捨てられる!』（宝島社、2016年12月）
- 『片づけられる子の育つ家』（講談社、2015年11月）
- 『古堅式!片付けの見本帳 : 奇跡のビフォー&アフター』（宝島社、2015年10月）
- 『古堅式片付けられる子どもの育て方 : 子育てに自信がつく!幸せ住空間づくり8のルール』（小学館、2015年5月）
- 『幸せをつかむ人の片づけのルール : 捨てるより"分ける"が正解!』（講談社、2014年6月）
- 『ざっくりBOX : 最速スッキリ片づけ術 : 「キッチリ」より「ざっくり」のほうがむしろ散らからない!』（SDP、2014年6月）
- 『古堅式!収納の教科書 : 2000家族を幸せにしたプロの整理収納と掃除術』（宝島社、2013年9月）
- 『古堅式!収納の地図帳 : 体験者も絶賛!人を呼びたくなる家になる!!』（宝島社、2012年12月）
- 『古堅式!日めくり片付けワークブック : 1日1か所、30日で家中がキレイになる!』（宝島社、2012年6月）
- 『古堅式!片付け&掃除ハンドブック : 1日1か所』（宝島社、2012年3月）
- 『生前整理 : 人生の衣替え』（宝島社、2011年11月）
- 『古堅式!片付けワークブック : 1日1か所』（宝島社、2011年6月）
- 『整理収納セラピー』（kkロングセラーズ、 2010年04月）

## メディア出演

### テレビ
- TBSテレビ「私の何がイケないの?」[3]
- テレビ東京「チャージ730!」
- テレビ朝日「見る人が見た!!」[4]
- KTV「ウラマヨ」[5]
- 日本テレビ「ヒルナンデス!」[6]
- TBS「ひるおび!」
- 日本テレビ「PON!」[7]
- 日本テレビ「解決!ナイナイアンサー」[8]
- フジテレビ「笑っていいとも!」
- テレビ東京「ソロモン流」[9]
- テレビ東京「L4 YOU!」[10]
- 朝日放送「住まいのダイエット」[11]

### 雑誌[2]
- 「小学一年生」（小学館）
- 「シャルレビズ」（シャルレ）
- 「レタスクラブ」（KADOKAWA）
- 「リンネル」（宝島社）
- 「PHPくらしラク～る♪」（ＰＨＰ研究所）
- 「CHANTO」（主婦と生活社）
- 「週刊SPA！」（扶桑社）
- 「日刊ゲンダイ」（日刊現代）
- 「清流」（清流出版）
- 「三洋化成ニュース」（三洋化成機関誌）
- 「愛和」（カイト）
- 「オレンジページ」（オレンジページ）
- 「ケイコとマナブ」（リクルートホールディングス）
- 「余はく」（ネクスト・アイズ）
- 「MAQUIA」（集英社）
- 「夢21」（わかさ出版）
- 「クロワッサン」（マガジンハウス）
- 「週刊女性」（主婦と生活社）
- 「太陽笑顔fufufu..」（タイムアンドプレイス）
- 「aene」（学研）
- 「with」（講談社）
- 「ESSE」（扶桑社）
- 「日経WOMAN」（日経BP）
- 「edu」（小学館）
- 「GLOW」（宝島社）
- 「女性自身」（光文社）
- 「edu」（小学館）
- 「素敵な奥さん」（主婦と生活社）
- 「AERA」（朝日新聞出版）
- 「美人百花」（角川春樹事務所）
- 「パンプキン」（潮出版社）
- 「InRed」（宝島社）
- 「夢家族」（一条オーナーズ通信）
- 「SPRiNG」（宝島社）
- 「InRedインテリアムック」（宝島社）